# Scaphytopius cinctus
Scaphytopius cinctus är en insektsart som beskrevs av Delong 1943. Scaphytopius cinctus ingår i släktet Scaphytopius och familjen dvärgstritar. Inga underarter finns listade i Catalogue of Life.